# Amirine
Le amirine sono triterpeni pentaciclici e sono identificate come α-amirina, ß-amirina e δ-amirina.